# Wapen van Princenhage

Wapen van Princenhage

Het wapen van Princenhage werd op 16 juli 1817 bij besluit van de Hoge Raad van Adel aan de toenmalige Noord-Brabantse gemeente Princenhage, toen nog Hage genaamd, bevestigd. Op 8 mei 1819 wijzigde de gemeente haar naam in Princenhage, wat geen gevolg had voor het wapen. Op 1 februari 1942 ging de gemeente op in de gemeenten Prinsenbeek, toen nog Beek genaamd, en Breda, waarmee het wapen van Princenhage kwam te vervallen. In het wapen van Prinsenbeek kwam het wapen in de onderste helft van het schild terug. Sinds 1 januari 1997 valt ook Prinsenbeek onder Breda.

## Blazoenering
De blazoenering bij het wapen luidt als volgt:
In zilver 3 bomen, geplant in een grasgrond, in de schildvoet een water van zilver.
De heraldische kleur in het wapen is zilver (wit), de bomen en de grond zijn van natuurlijke kleur. De beschrijving is later toegevoegd, oorspronkelijk stond in het register uitsluitend een tekening.

## Geschiedenis
Het is een sprekend wapen: de bomen op het wapen vormen een haag. Reeds in 1744 werd het als zodanig vermeld voor de toenmalige heerlijkheid Hage.

## Verwant wapen

Het wapen van Prinsenbeek